# Fő utca (Kassa)
A kassai Fő utca a település ősi magva az óvárosban. Itt található Kassa legtöbb műemléke, legtöbbjüknek magyar vonatkozása is van, közülük a legfontosabb a Szent Erzsébet-dóm. Az utca központi szakaszán, egy tekintélyes palotában kapott helyet Magyarország kassai főkonzulátusa.

## Földrajzi helyzete
Az utca észak-déli irányban húzódik 1200 méter hosszan. Északi végén található a Kassai Békemaratonról elnevezett Námestie Maratónu mieru (Békemaraton tér), két oldalán a Kelet-szlovákiai Múzeum két fő épületével. Déli végét a Námestie osloboditeľov (Felszabadítók tere; korábban Erzsébet tér, Légiósok tere, Horthy Miklós tér) alkotja. Régen itt állott a kassai várfal déli bástyája és a miskolci városkapu.
Kazinczy Ferenc így írt az utca fekvéséről:
Kassának az alsó kapujától a felsőig, s így 1070 lépésnyire, egy annyira széles utca nyúlik el, hogy azon a templom is elfért, mégpedig nem hosszában, hanem keresztül rajta. Ami nekem első ránézéssel leginkább tetszett, az a város nagy utcájában két ágban keresztül folyó csermelypatakocska.

## Története
A város eredetileg egyutcás település volt, ami a Hernádba torkollása előtt egy darabig a folyóval párhuzamosan folyó Csermely nevű patak két oldalán alakult ki. A patak két ága szigetként vett körül egy központi részt, amin aztán a Szent Erzsébet-dóm épült, valamint a Szent Mihály-kápolna, az Orbán-torony és később a Városi Színház is itt kapott helyet. Az utca kiszélesedő részének északi végén 1732-ben díszes Mária-szobrot emeltek a pestis és a nagy megpróbáltatásokat okozó kuruc háborúk befejeződésének emlékére. Ezen a helyen egyébként korábban katonai vesztőhely volt.
Az utca a patak két oldalán olyan széles volt, hogy a középkorban gyakran térnek tekintették és Circulus, Ring, Theatrum neveken utaltak rá. (A patakot a 19. században befedték, csatornává alakították.) 18. századi, latin nyelvű térképeken a neve Platea principalis azaz Fő tér volt, később egyre inkább a helyi magyar és német lakosság által használt Fő utcza, illetve Haupt Gasse neveken szerepelt.
A város növekedése során létesített mellékutcákat gyakran a Fő utca házainak földszintjén nyitott átjárókon át lehet megközelíteni. A reneszánsz és barokk kapuboltozatok, belső árkádok a régi Kassa gazdag polgárainak világára emlékeztetnek. A hosszú udvarokban kereskedők dolgoztak, raktárakat helyeztek el.
Kassa Csehszlovákiához csatolása után az utca az addig használatos magyar név szlovák nyelvű fordítását (Hlavná ulica) kapta. 1933-ban Milan Rastislav Štefánik szlovák katonáról és politikusról nevezték el. 1949-től az utca Lenin nevét viselte, majd a rendszerváltáskor, 1990-ben visszakapta középkori eredetű nevét, annak szlovák formájában.
1986-ban a színház és a dóm közötti parkban alakították ki Csehszlovákia első modern, zenélő, változatosan táncoló vízsugarakkal működő szökőkútját, ami a 21. században is a kassai óváros népszerű találkozóhelye. Azóta már az egész Fő utca gyalogos zóna lett.
Szlovákia függetlenné válása után a decentralizáció jegyében Kassán, a Fő utcán lévő palotában helyezték el a köztársaság Alkotmánybíróságát.

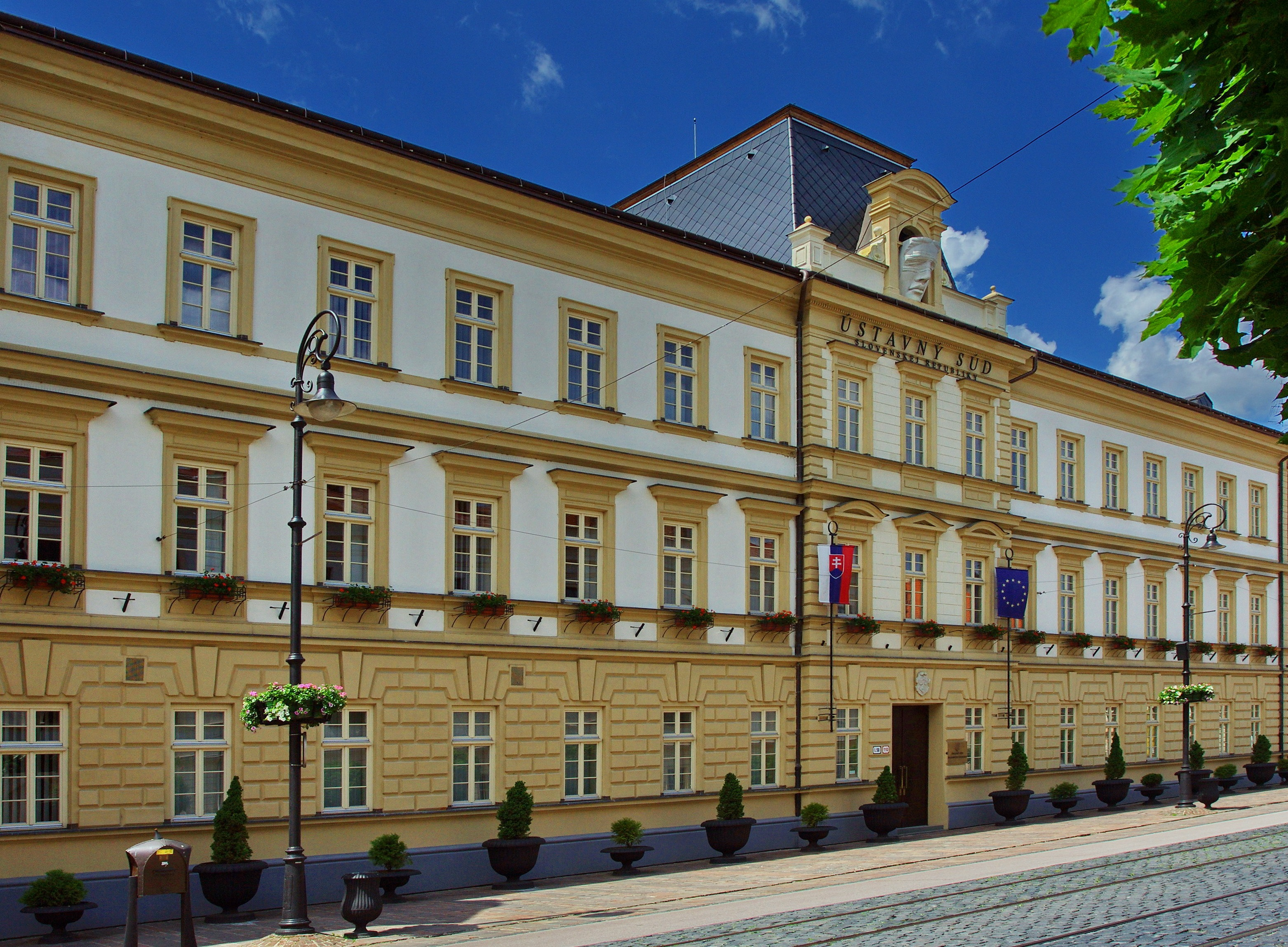
Az alkotmánybíróság épülete
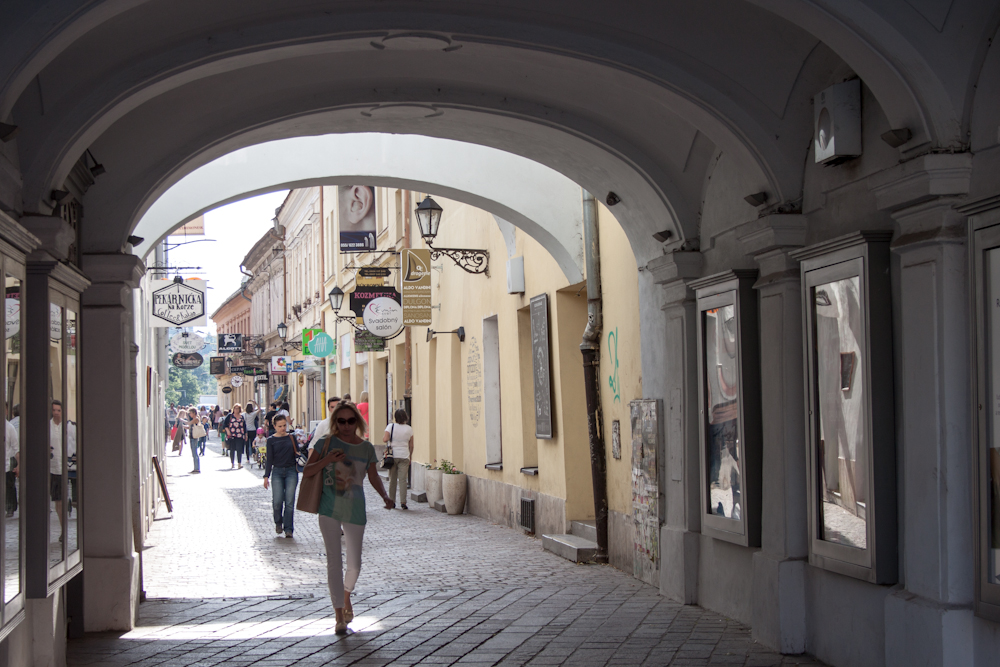
A Fő utcáról nyíló mellékutca, a Posta utca
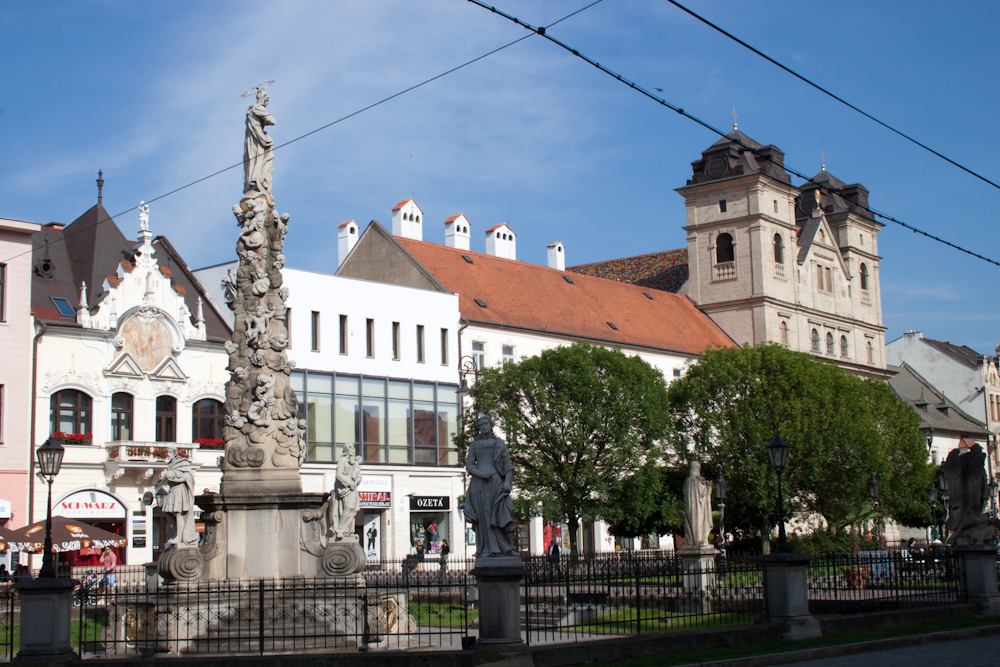
Az 1732-ben emelt Mária-szobor, háttérben a premontrei templom
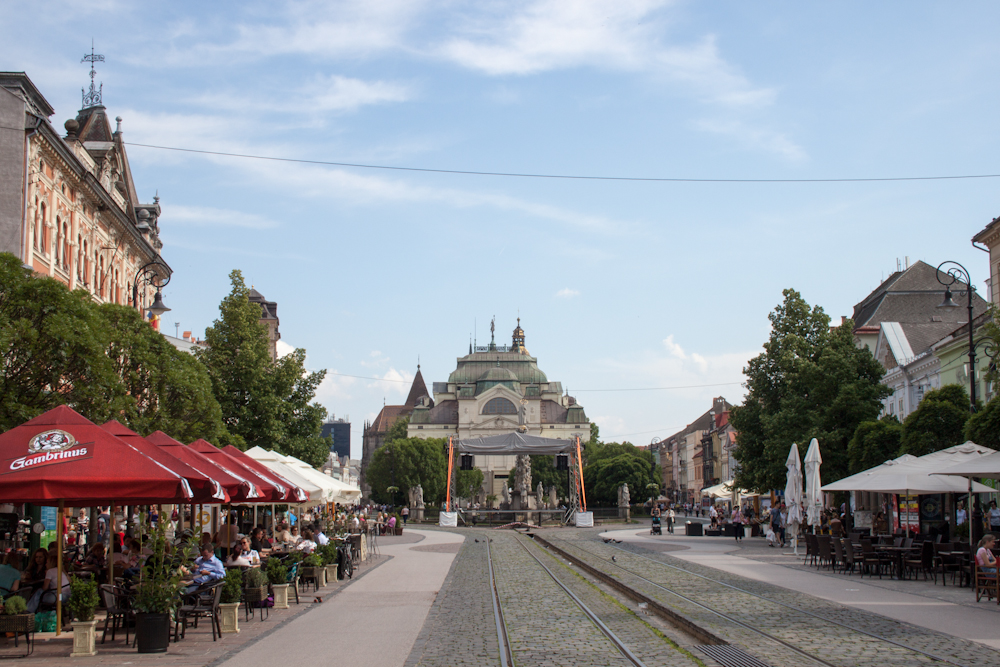
Kiülős vendéglők, régi villamossínek, háttérben a színházépület

## Fontosabb építményei
- Szent Erzsébet-dóm - Kassa legismertebb műemléke
- Szent Mihály-kápolna(wd) - 14. századi gótikus templom
- Premontrei templom és rendház(wd) (Szentháromság-templom)
- Páduai Szent Antal temploma(wd) (Ferencesek temploma)
- Orbán-torony(wd) - a dóm harangtornyaként épült a 14. és a 15. század fordulóján
- Állami Szinház - A középkorban itt állt a városháza, majd a 18. század végén itt nyílt meg a német színház. Magyar előadást először 1816-ban rendeztek benne, amikor a miskolci társulat lépett fel, Dérynével. A mai eklektikus épületet 1899-ben avatták fel.
- Mária-szobor
- A Trieszti Általános Biztosító Társulat (Assicurazioni Generali) 1937-ben emelt, építészettörténeti jelentőségű funkcionális irodaépülete
- Pongrác-Forgács palota(wd)
- Érseki palota(wd)
- Vármegyeháza(wd) (korábban „A kassai kormányprogram háza”). 1779-ben épült copf stílusban, 1780-tól itt volt a vármegyeháza, az egykori Abaúj vármegye hivatala. 1945 tavaszán e ház erkélyéről hirdették ki a kassai kormányprogramot, a felszabadult Csehszlovákia új kormányprogramját.
- Régi városháza(wd)
- Hotel Slavia(wd) - szecessziós stílusú szálloda és kávéház. Belülről 2018-ra teljesen felújították, mélygarázst is építettek alá.
- Lőcsei-ház - a Szathmáry család építtette a 15. században.
- Andrássy-palota(wd)
- Hadik-Barkóczy-palota
- Csáki-Dessewffy-palota(wd)
- A Szlovák Köztársaság alkotmánybírósága
- Emléktábla jelöli a Fő utcán Gerster Bélának, a Korinthoszi-csatorna tervezőjének szülőházát.

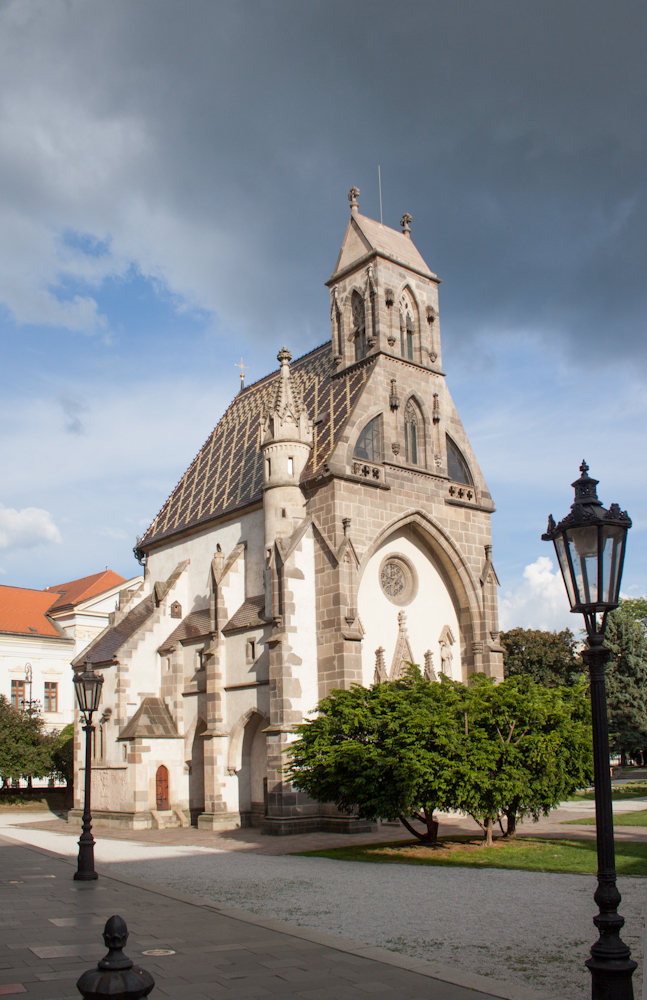
Szent Mihály-kápolna
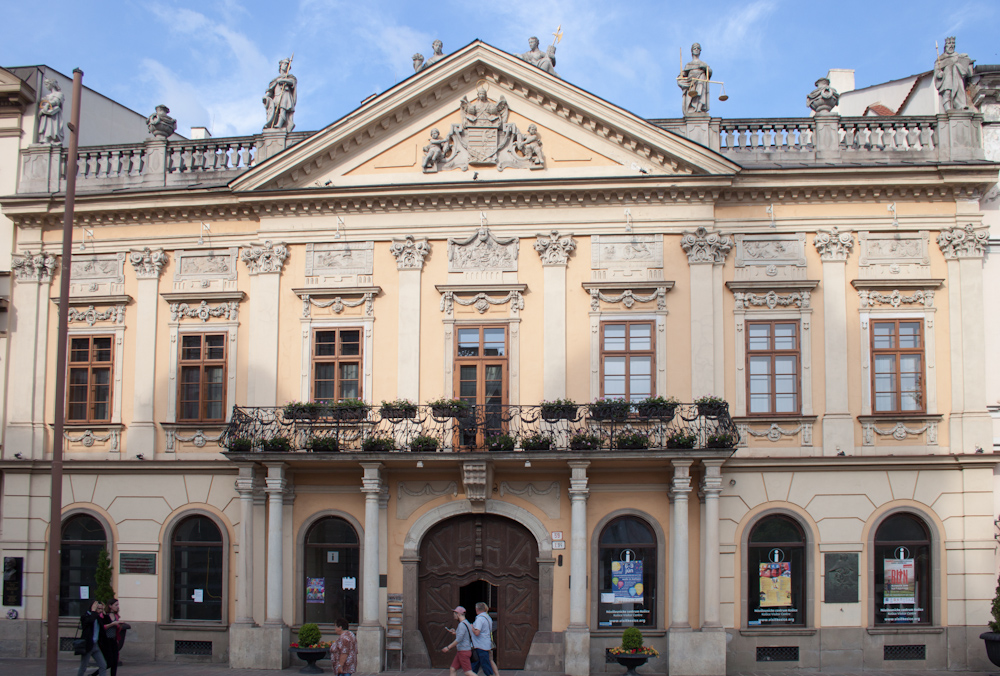
A régi városháza
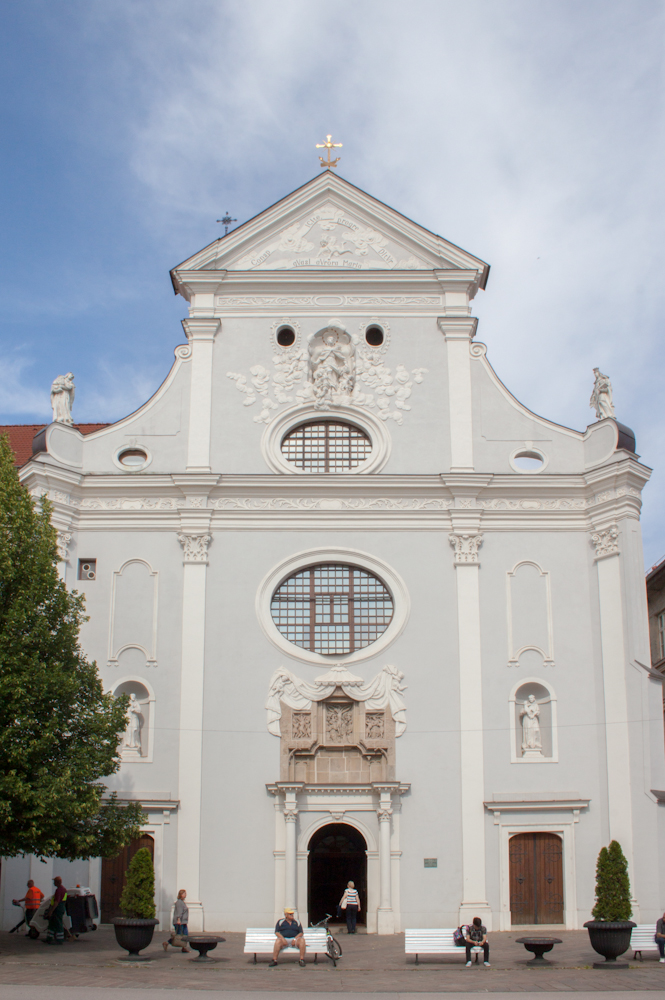
Ferencesek temploma
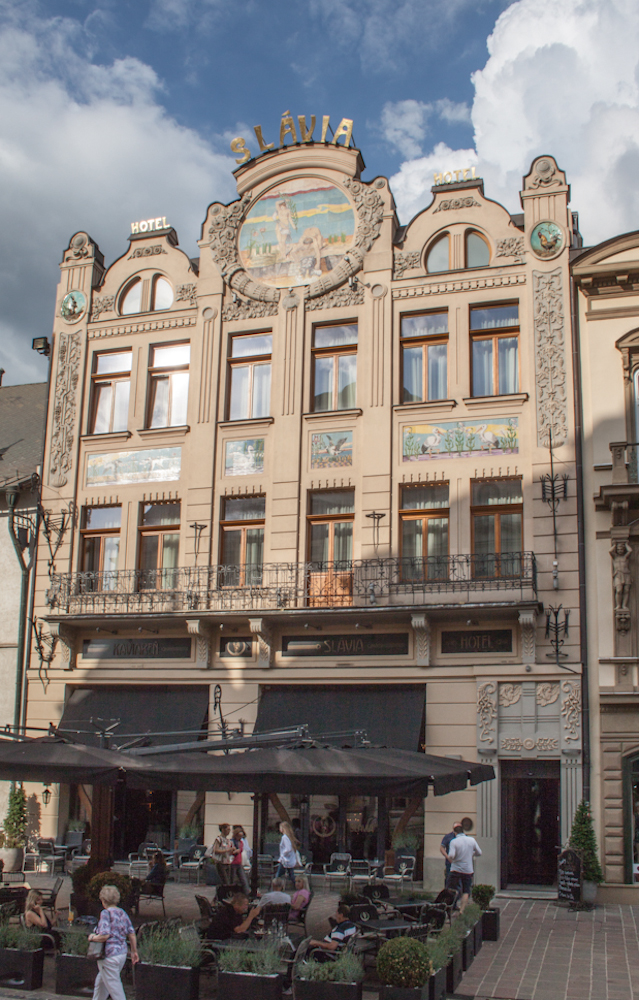
A Slavia Hotel szecessziós épülete

## Rendezvények
Az óváros központi részén elterülő Fő utca gyakran szolgál rendezvények tartására. A zenés szökőkút közelében különösen gyakoriak a spontán találkozók, mulatságok. A Fő utca kiszélesedő részén rendszeresen tartanak összejöveteleket a veterán autók és tulajdonosaik számára.

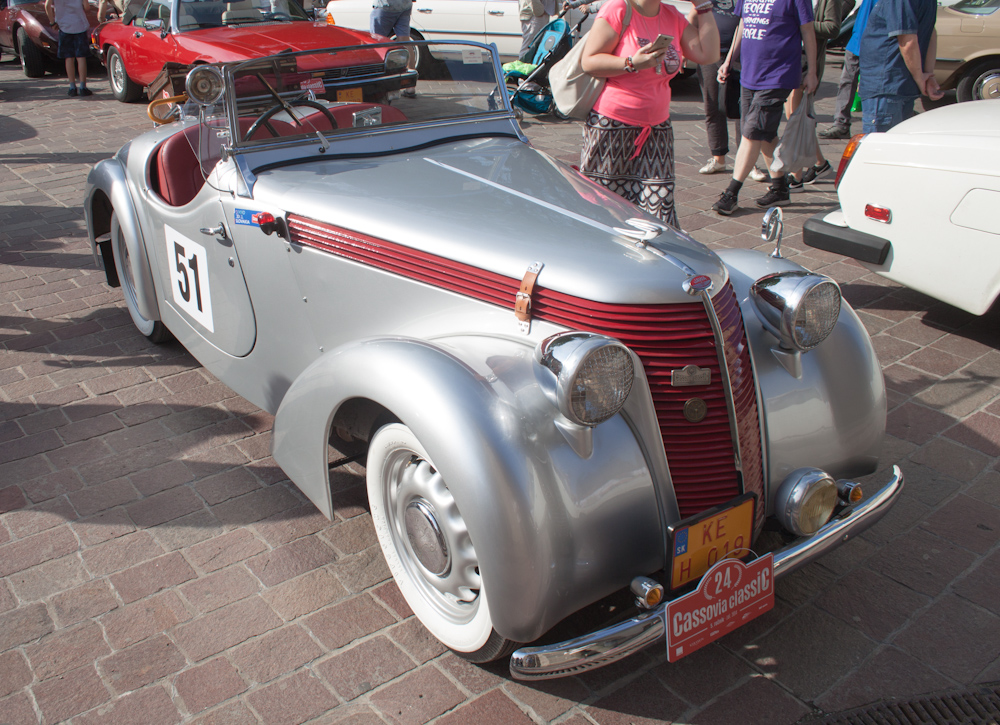
Jawa autó
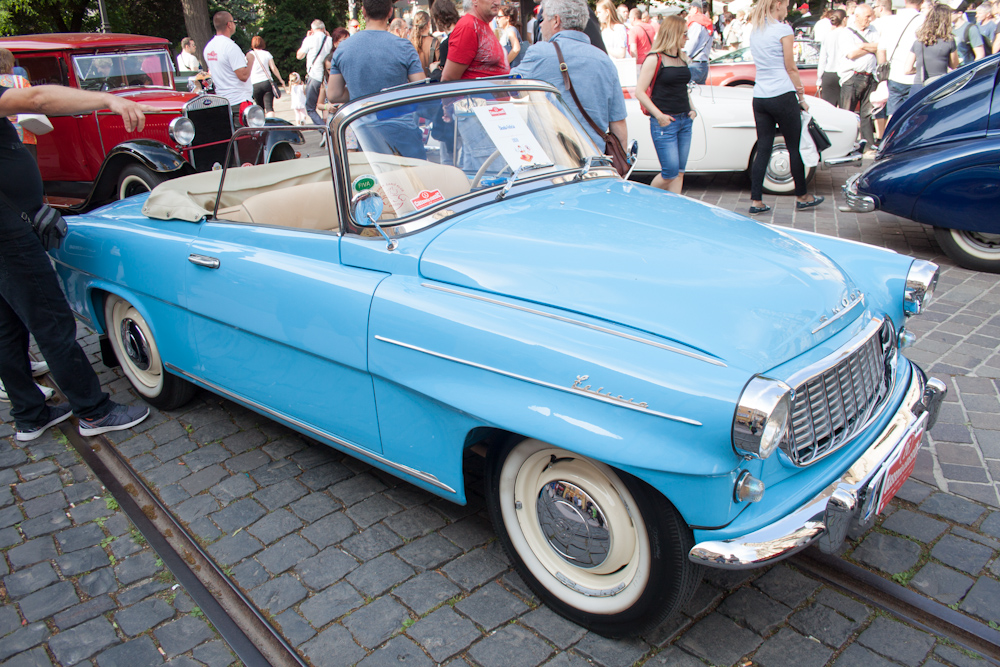
Skoda Felicia
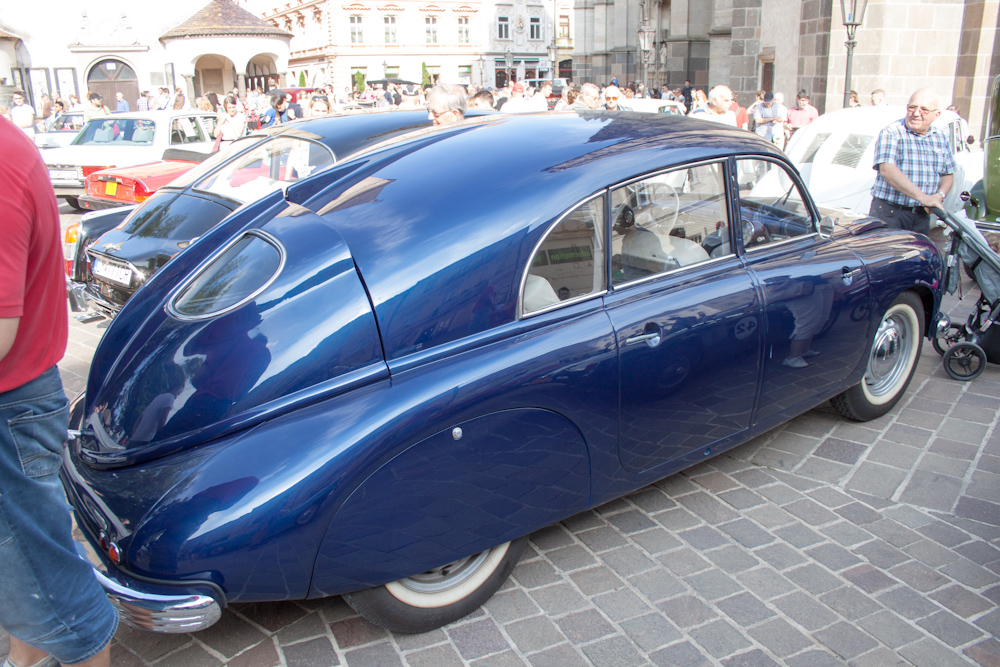
Tatra személygépkocsi
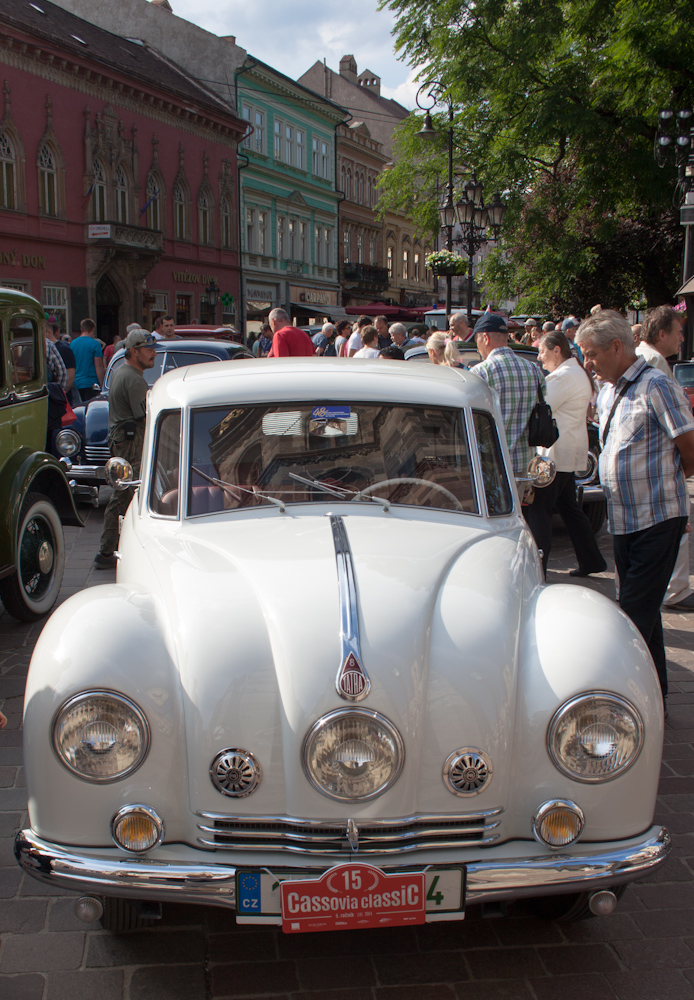
Tatra személygépkocsi

## Fordítás
Ez a szócikk részben vagy egészben  a   Hlavná ulica (Košice) című szlovák Wikipédia-szócikk ezen változatának fordításán alapul.  Az eredeti cikk szerkesztőit annak laptörténete sorolja fel. Ez a jelzés csupán a megfogalmazás eredetét és a szerzői jogokat jelzi, nem szolgál a cikkben szereplő információk forrásmegjelöléseként.